# Lončari (gmina Gacko)
Lončari (cyr. Лончари) – wieś w Bośni i Hercegowinie, w Republice Serbskiej, w gminie Gacko. W 2013 roku liczyła 11 mieszkańców.